# Fundação Olin
Fundação Olin, conhecida em inglês como Franklin W. Olin Foundation ou Olin Foundation, nome que recebeu aos ser fundada  em 1938 pelo milionário Franklin W. Olin, era uma instituição privada filantrópica norte-americana que encerrou suas atividades em 2005. O filho de Franklin, John M. Olin, também organizou uma fundação, a Fundação John M. Olin, que, por razões independentes, também foi dissolvida em 2005.

## História

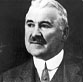
Franklin O. Olin por vota de 1915

Franklin W. Olin era um engenheiro milionário que fazia doações para fins educacionais que incluiam um prédio para aulas de Engenharia Química no campus central da Universidade Cornell e uma Escola Secundária Vocacional em Alton, Illinois. Durante a criação da fundação, Olin passou o controle da futura Corporação Olin para seus filhos, Spencer e John e doou as ações para a instituição. "O velho homem tirou do jogo suas bolinhas de gude", tradução livre para "The old man then took his marbles out of the game" da revista Fortune ao descrever a transação. "Ele arremessou seu capital para dentro de uma fundação de caridade. . . . Se os rapazes não quiserem que o controle da companhia passe para a fundação após a morte dele, terão que ganhar dinheiro para recomprar as ações de volta". Os filhos de Olin fizeram isso e deixaram 50 milhões de dólares na fundação   e a instituição se tornou uma das maiores do país.
Após a morte de Olin em 1951, três curadores — Charles L. Horn, um sócio empresarial de Olin; o promotor de tributos James O. Wynn e o consultor financeiro Ralph Clark— continuaram com o mesmo programa de concessões idealizado por Olin: financiaram prédios para estudos acadêmicos e arcaram com custos das instalações que incluiam equipamentos e mobiliários. Não foram contratados terceiros e o programa foi administrado pela própria curadoria. Subsidiaram escolas vocacionais no Sul segregacionista requisitando a integração racial.
Na década de 1970, novos membros para a curadoria foram eleitos: o executivo empresarial Carlton T. Helming, o advogado Lawrence W. Milas e outro executivo, William B. Horn (filho do membro antecessor Charles). Horn e Helming mais tarde foram substituidos por William Norden e William Schmidt. Todos continuaram com os programas de filantropia até 1997. De 1938 a 1997, a Fundação Olin distribuiu fundos para 78 prédios em 58 instituições, incluindo o F. W. Olin Hall da Universidade de Denver e a Olin Fine Arts Center da Faculdade Washington e Jefferson. “Nós sempre procuramos apoiar escolas de ciência e engenharia pois o Senhor Olin fora um engenheiro” afirmou Milas.

## Faculdade Olin
Na década de 1990, o comando da Fundação Olin começou a se questionar sobre a perpetuação da intenção de doar do fundador em relação às gerações seguintes. "Nós nos preocupamos sobre como continuar a encontrar pessoas comprometidas com o programa de concessões, que não tivessem suas próprias agendas ou suas próprias experiências, que não tentasse mudar tudo a sua volta", disse Milas. "Com a escalada dos custos de construção, quão teríamos que ser capazes para sustentar o programa? Nos estávamos limitados ao que tinha que ser uma fundação privada. Como poderíamos continuar sendo importantes se não pudéssemos aumentar substancialmente nosso patrimônio?".
A curadoria avaliou as opções e decidiu propor uma ideia que Olin sugerira na década de 1940: a de fundar uma nova faculdade. Em 1997, eles custearam a Faculdade de Engenharia Franklin W. Olin a partir de uma doação inicial de 200 milhões de dólares. Milas foi o primeiro presidente mas, mais tarde, contratou Richard Miller para ser seu sucessor no cargo e em período integral. A faculdade abriu em 2001 e teve a primeira turma em 2002. Em 2005, a fundação foi dissolvida e transferiu seu patrimônio contábil, cerca de 250 milhões de dólares, para a faculdade.

## Ligações Externas
- Site oficial da Faculdade Olin
- Artigo em inglês da revista Philanthropy